# ألعاب ممددة

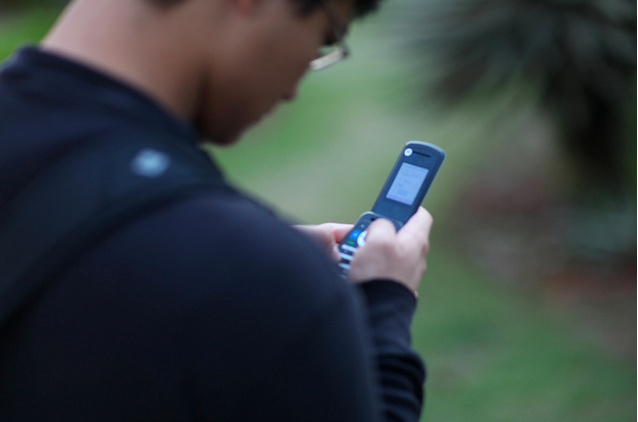

الألعاب الممددة هي ألعاب فيديو التي تمتد إلى العالم الواقعي الحقيقي. في بعض الألعاب، يدمج العالم الخيالي بالعالم المادي الحقيقي. وهناك تعاريف مختلفة لهذا النوع من الألعاب. تصفها شركة «اتس الايف» (It's Alive، انها حية)، بأنها ألعاب تحيط باللاعب. بينما يعرفها مونتولا وسنروز ووايرن بأنها ألعاب تستخدم خصائص جانبية التي تمدد اللعبة إلى حدود خارج المساحة أو الزمن أو المجتمع الواقعيين.

## مصطلحات أخرى
تم ربط المصطلح بالحوسبة السائدة، ألعاب الواقع المعززة والواقع المختلط وألعاب النقال وألعاب الواقع الرديف، وألعاب، ألعاب أدوار حية محسنة وألعاب سلوكية وألعاب الواقع الافتراضي وألعاب تعتمد على موقع اللاعب وألعاب الوسائط العابرة للوسائط وألعاب الواقع الهجين.

## أمثلة
من أمثلة الألعاب الممددة: «ذا كيلر» (The Killer، القاتل) و«شيلبي لوغان رن» (Shelby Logan Run، هروب شيلبي لوغان) ويوتفايترز (BotFighters، مقاتلي البوت) وباك مانهاتن (Pac-Manhaten) وانكل روي أول اراوند يو (Uncle Roy All Around You، العم روي يحيط بك من كل صوب) وامزينغ رايس (Amazing Race، السباق المذهل).

## للاستزادة
- معلوماتية ممدة
- نظرية بلاست
- ألعاب عابرة للواقع

## روابط خارجية
- IPerG (Integrated Project on Pervasive Gaming)